# Stade Municipal de Kénitra
Stade Municipal – stadion piłkarski w Al-Kunajtirze, w Maroku. Jego pojemność wynosi 15 000 widzów. Został otwarty w 1941 roku. Swoje spotkania na obiekcie rozgrywają piłkarze klubu KAC Kénitra. W 2014 roku rozpoczęto przebudowę stadionu mającą znacząco zwiększyć jego pojemność i uczynić z niego typowo piłkarski obiekt.